# Kruistocht van Tedelis
De Kruistocht van Tedelis was een kruistocht van de Kroon van Aragon tegen het koninkrijk Tlemcen aan het einde van de 14e eeuw.

## Achtergrond
Na de Plundering van Torreblanca in 1398 waarbij Zianidische piraten de gewijde hostie en 108 gevangenen buitnamen, beval koning Martinus I van Aragón een vergeldingsaanval op Tedelis, tegenwoordig bekend als Dellys in Algerije, waarbij hij een vloot charterde onder leiding van Joan Gascó en een leger geleid door Jaume de Pertusa.

## De kruistocht
De vloot verzamelde zich op Ibiza en verzamelde een totale strijdmacht van 70 schepen en 7.500 kruisvaarders. De vloot vertrok in augustus 1398 en bereikte met succes Dellys, dat werd geplunderd, waarbij ongeveer 1.000 dorpelingen omkwamen.

## Nasleep
Koning Martinus I slaagde erin te onderhandelen over de vrijlating van de gevangengenomen Aragonezen in ruil voor de vrijlating van 300 Zianidische gevangenen die waren gevangengenomen tijdens de aanval op Dellys. Het jaar daarop gaf Martinus opdracht tot een herhaling van de campagne, dit keer gericht op Bona.